# Příbram na Moravě
Příbram na Moravě este o comună de mărime medie și un sat din districtul Brno-rural (okres Brno-venkov) din regiunea Moravia de Sud din Republica Cehă. Are o populație de aproximativ 644 de locuitori.
Příbram na Moravě se află la aproximativ 23 kilometri (14 mi) vest de Brno și la 169 kilometri (105 mi) sud-est de Praga.

## Istorie
Prima mențiune scrisă a satului Příbram na Moravě datează din anul 1237.
Din 1850 până la 4 septembrie 1875, Příbram na Moravě a făcut parte din Vysoké Popovice⁠(d) din districtul Brno. Din 5 septembrie 1875, a fost comună în districtul Brno, mai târziu în districtul Brno-rural, apoi în anii 1949–1960 în districtul Rosice, iar din 1960 din nou în districtul Brno-rural.
În secolul al XIV-lea, Příbram era proprietatea domnilor din Vysoké Popovice⁠(d). La sfârșitul secolului al XV-lea în 1482, satul a fost anexat moșiei Roșice. La sfârșitul secolului al XVIII-lea s-au descoperit zăcăminte de cărbune negru în vecinătatea satului iar la începutul secolului al XIX-lea satul s-a extins considerabil. Noii locuitori ai satului au fost mineri care au lucreat în minele din bazinul Rosickooslavanská.
Satul are actuala denumire începând cu 1 februarie 2001; până atunci se numea pur și simplu Příbram.
Stema și drapelul au fost acordate comunei prin decizia președintelui Camerei Deputaților Parlamentului Republicii Cehe la 18 aprilie 2014.

### În prezent
Satul are un magazin alimentar, o bibliotecă comunală, o școală primară și grădiniță și un teren de fotbal. Prin sat trece o linie de autobuz care oprește în stația de aici. Iazul Kuchyňka este folosit doar pentru recreere. În sat există mai multe asociații active, și anume TJ Sokol și pompierii. Satul, în colaborare cu aceste asociații, organizează pe parcursul anului mai multe evenimente (sărbătoare, pelerinaj, arderi de vrăjitoare).

## Geografie
Příbram este situat sub vârfurile Munților Boemia-Moravia, la nord-vest de orașul Rosice și la vest de satul Zastávka. Satul este situat de-a lungul pârâului Příbramský și este înconjurat de păduri frumoase. În nord-vestul satului, pe pârâul Příbramský a fost construit un mic rezervor de apă numit Kuchyňka. Příbram este, de asemenea, parțial un sat de agrement; la marginea pădurii la sud-est de sat există mai multe căsuțe de agrement private. Un mic iaz a fost construit în partea de sud a lui Příbram. Un traseu turistic roșu străbate satul.

## Demografie
Evoluția populației în Příbram na Moravě:

## Obiective turistice

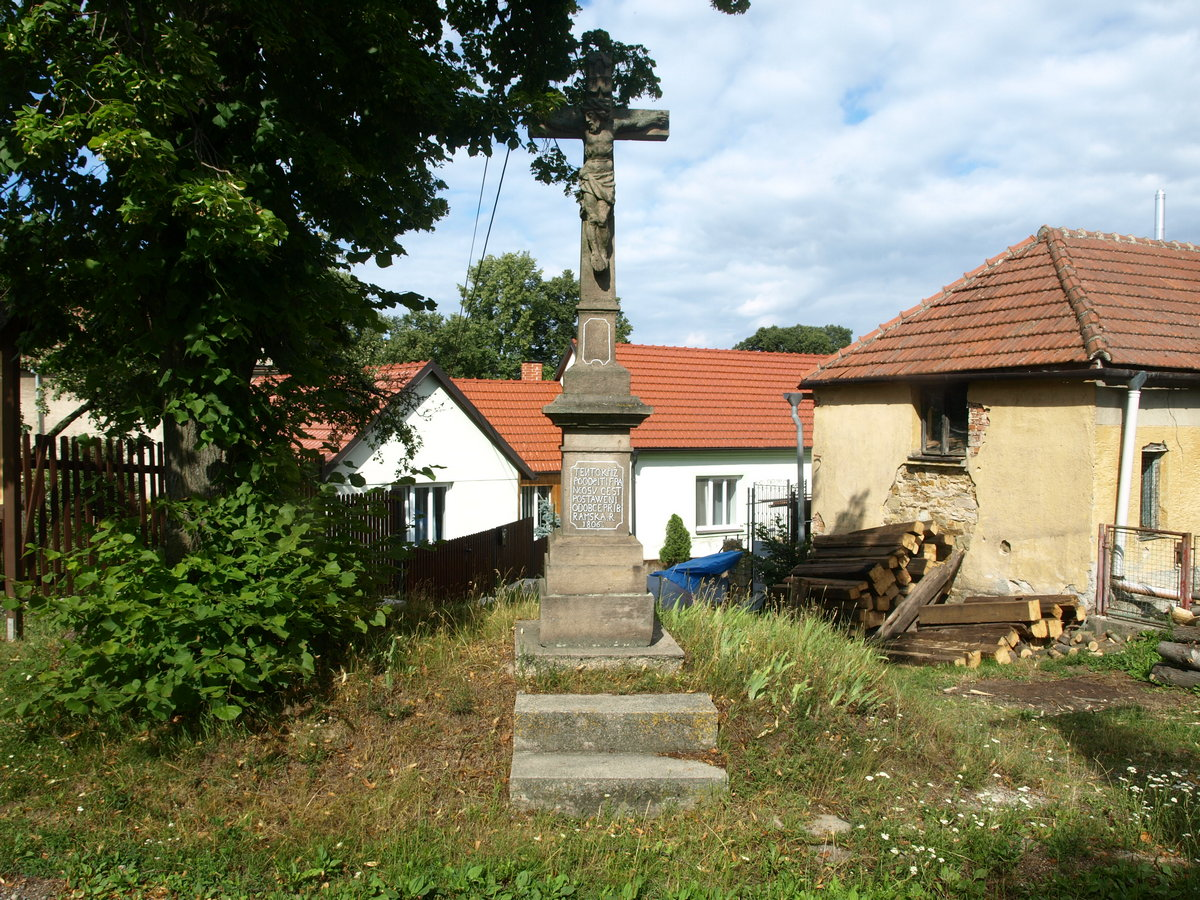
Crucifixul din Příbram na Moravě

Principalele obiective turistice din Příbram na Moravě sunt Capela Sf. Florian și Fecioara Maria, Crucea Războaielor Napoleoniene, alte cruci în jurul satului, Memorialul Primului Război Mondial, Memorialul celui de-al Doilea Război Mondial, Cetatea dispărută Hrádek, Crucifixul din Příbram na Moravě.
Capela modernă „Sf. Florian și Fecioara Maria” a fost construită în anul 1999.

## Persoane notabile
- Vnislav Fruvirt (1923–2020), preot
- Rajmund Habřina (1907–1960), poet, jurnalist, scriitor, traducător din limba slovenă